# 克里斯托爾 (印地安納州)
克里斯托爾（英語：Crystal）是位於美國印地安納州杜波伊斯縣的一個非建制地區。該地的面積和人口皆未知。